# دیوبندی

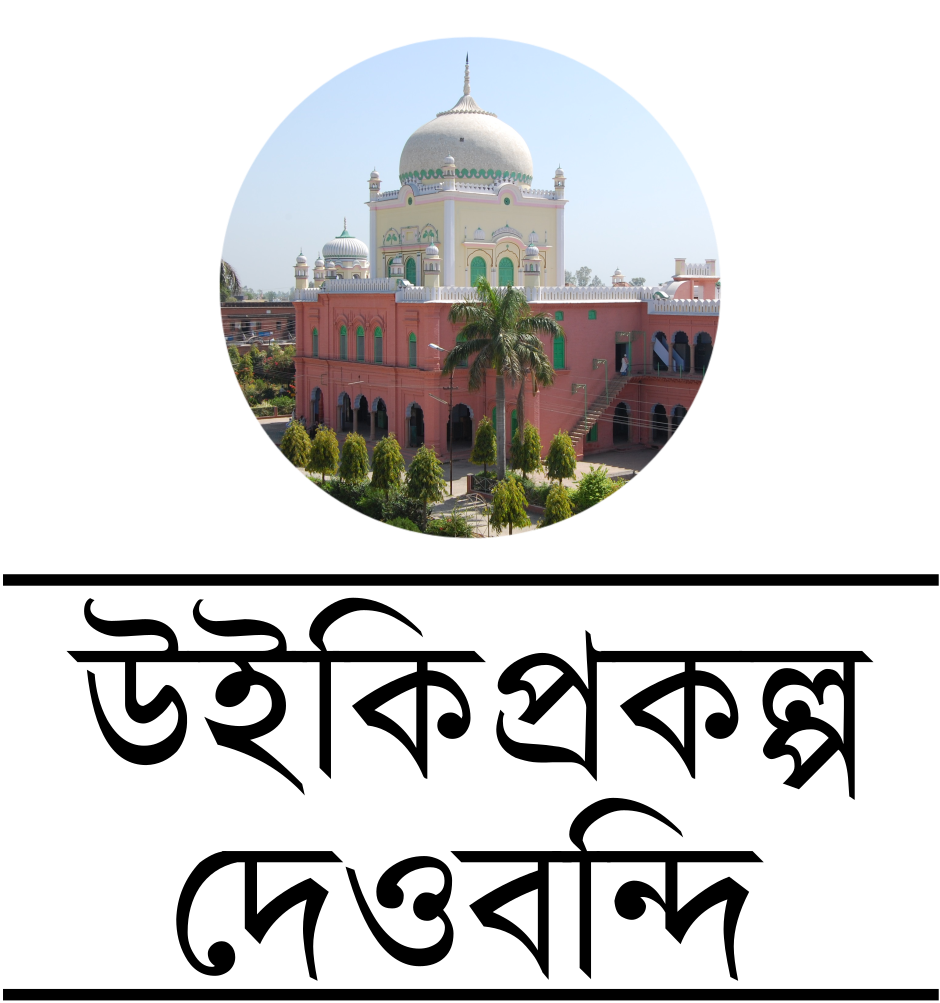
دیوبندی

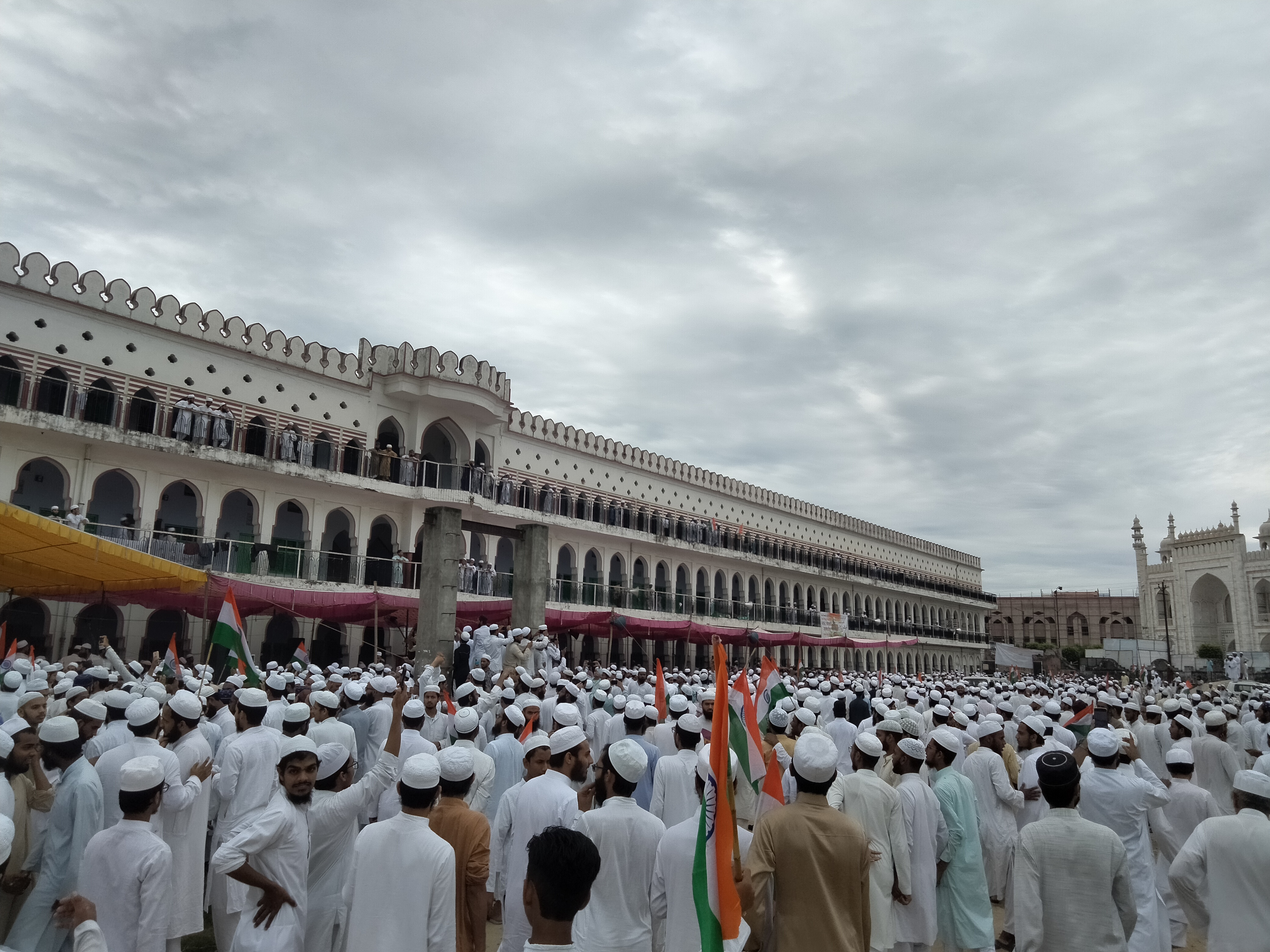
تصویری از دارالعلوم دیوبندیه در سال ۲۰۲۲

دیوبَندی (dēobandi) نام یک جنبش اسلامی اهل سنت (مبتنی بر فقه حنفی و کلام ماتریدی) است که از هندوستان آغاز شد و سپس در شمال پاکستان گسترش پیدا کرد و در دوران معاصر به جنوب افغانستان، آفریقای جنوبی و بریتانیا نیز گسترش یافته‌است. برخی گروه‌ها مانند طالبان و سپاه صحابه از این جنبش نشأت گرفته‌اند.

## ریشه نام
نام این مذهب از مدرسه دارالعلوم دیوبند گرفته شده که در شهری به نام دیوبند در ایالت اوتار پرادش بود. این مدرسه شبانه‌روزی در ۱۵ محرم ۱۲۸۳ قمری/ ۱۸۶۷ میلادی، به وسیله شیخ قاسم نانوتوی و به کمک شیخ رشید احمد گنگوهی به عنوان حامی معنوی آن، تأسیس شد.

## تاریخچه
۵۰ سال پس از شاه ولی‌الله دهلوی پیروان فکری او در مناطقی که امروزه شمال پاکستان است، جنبشی جهادی با آرمان برپایی خلافت برپا کردند که یکی از رهبران آن شاه اسماعیل (۱۷۸۱ – ۱۸۳۱) نوه شاه ولی‌الله بود.
شاه ولی‌الله دهلوی در زمانی جنبش دیوبندی را پایه گذاشت که امپراطوری مسلمانان در شبه قاره هند فروپاشیده بود و آنان از یک سو با فشار حاکمان محلی هندو و سیک، و از دیگر سو با پیشروی کمپانی هند شرقی بریتانیا روبرو بودند. شاه ولی‌الله گمان می‌کرد که مسلمانان پس از نزدیک به هشت قرن، نفوذ و سیطره خود بر هند را از دست داده و امروز در شرایطی کاملاً آسیب‌پذیر قرار دارند و اگر چاره‌ای اندیشیده نشود هویت و فرهنگ خود را نیز می‌بازند. از دید او حفظ هویت دینی عاملی برای ایستادگی مسلمانان و صیانت از هویت آنها بود. او بر نقاط افتراق و تفاوت و نه نقاط اشتراک و تشابه تمرکز می‌کرد و تلاش می‌کرد مسلمانان و پیروان دیوبندی را از دیگر مردم جهان جدا کند. او بازگشت به صدر اسلام و فرارفتن از فراورده‌های فکری و فرهنگی اسلامی سده‌های پیشین را راه بازیابی هویت دینی مسلمانان می‌دانست.
موضع‌گیری سیاسی تند در برابر استعمار بریتانیا بر هند باعث شد این گروه، هواداران زیادی بدست آورد. اما چند دهه پس از شکست این جنبش، پیروان شاه ولی‌الله به این نتیجه رسیدند که توانی برای کامیابی در زمینه‌های نظامی و سیاسی ندارند؛ بنابراین راه محافظه‌کارانه دیگری در پیش گرفتند. در نیمه دوم سده ۱۹ (میلادی) یکی از علمای برجسته پیرو مکتب شاه ولی‌الله، به نام محمدقاسم نانوتوی در سال ۱۲۴۸ قمری (۱۸۶۷ میلادی) مدرسه دیوبندی را در ایالت اوتار پرادش بنیاد کرد. آنها با راه‌اندازی مدرسه دارالعلوم در شهر دیوبند تلاش کردند جلوی تماس فرزندان مسلمانان با علوم نامسلمانان را بگیرند و با تمرکز بر علوم سنتی بر تقویت هویت دینی تلاش کنند. این جنبش با ضیاء الحق به دنبال تحقق نظام راستین اسلامی در پاکستان بود. جنبش دیوبندی به رغم داشتن جنبهٔ صوفیانه، از تأثیر وهابی‌گری عربستان سعودی بی‌تاثیر نماند.
در ایران به واسطه پیوندهای قومی و مذهبی میان اقوام بلوچ ایرانی و پاکستانی، مدارس مذهبی نزد اقوام بلوچ ایرانی از همان ابتدا از تفکرات بیگانه ستیزی و استعمارستیزی دیوبندی در هندوستان الهام گرفت.

## موضع دیوبندی‌ها نسبت به مذهب شیعه
به پیروی از باورهای شاه ولی‌الله دهلوی، پسر او، شاه عبدالعزیز (۱۷۴۶ – ۱۸۲۴) کتابی به نام تحفه اثناعشریه نوشت که پس از کتاب منهاج السنة النبویة نوشته ابن تیمیه، دومین ردیه بر مذهب شیعه و به زبان فارسی است. دیگر علمای دیوبندیه نیز به پیروی از بزرگانشان کتاب‌هایی علیه شیعه نوشته‌اند. برخی از این کتاب‌ها تحفة اثنی عشریة از عبدالعزیز دهلوی، هدیة الشیعه از ملامحمد قاسم نانوتوی، هدایة الشیعة الرشیدیه از رشید احمد کنگوهی، مطرقة الکرامه از خلیل احمد سهارنپوری، و مقالات مختلفه مقام صحابه پر از حسین احمد مدنی هستند.

## ارتباط با سلفیگری
در دوران معاصر، گروه‌های سپاه صحابه و طالبان برآمده از مدارس مذهبی دیوبندی در شمال پاکستان دیده می‌شوند. جهاد افغانستان نیز که پایِ بخشی از کشورهای عربی را به این صحنه باز کرد، فرصتی پدیدآورد که عناصر بنیادگرای سلفی و غیر سلفی در افغانستان را اجرا کند. پس از خروج نیروهای اتحاد شوروی، بخشی از آنان با طالبان در هم آمیختند و این جریانِ دیوبندیِ محافظه‌کار، عناصری از افکار گروه‌های یاد شده را نیز جذب کرد. نقطه اشتراک در میان آنها، مقابله با تشیع بود. در ایران، گفته شده‌است که عبدالمالک ریگی تحت تأثیر و برآمده از مکتب دیوبندی در پاکستان بود.

## عقاید
بزرگان مدرسه دارالعلوم دیوبند، شاه ولی‌الله دهلوی را بزرگ عرفان خود می‌دانند و در اصول عقاید از شیخ محمدقاسم نانوتوی، و در فروع از شیخ رشید احمد گنگوهی تقلید می‌کنند.
دیوبندیان، در اعتقادات، ماتریدی و در فقه حنفی مذهب‌اند و عرفان چشتیه را عرفان خود قرار داده‌اند و به طرق نقشبندیه، قادریه، و سهروردیه ارادت دارند.
باور دیوبندی بر این است که تنها علم نافع، علوم دینی هستند و سایر علوم نه تنها سودمند نیستند بلکه بیشتر آنها باعث ضلالت و گمراهی نیز می‌شوند.

## نقد
مذهب دیوبندی هرگز دیدگاه محافظه‌کارانه خود را کنار نگذاشت و تلاش نکرد تغییرات جهان و ویژگی‌های پایه تمدن مدرن را دریابد. پیروان دیوبندی هرگز تلاش نکردند در رابطه خود با دیگر مسلمانان، مانند شیعه، معتزله، اسماعیلیه، و اخوان الصفا بازنگری کنند یا آثار فیلسوفانی مانند فارابی، ابن سینا، و ابن رشد یا عارفانی مانند ابن عربی، مولوی، و سهروردی، یا متکلمانی مانند ابوبکر باقلانی و فخر رازی و دیگران را بخوانند. حتی هنگامیکه دانشمندان مسلمانی مانند سید احمد خان هندی، اقبال لاهوری، و سیدابوالاعلی مودودی، در اثر آشنایی با جهان امروز، دیدگاه‌های متفاوتی در فهم دین عرضه کردند دیوبندی‌ها به تندی به آنها حمله‌ور شدند.